# Travis Graham
Travis Graham (Kaapstad, 8 mei 1993) is een Zuid-Afrikaans voetballer die bij voorkeur als middenvelder speelt. In 2012 maakte hij vanuit de jeugdopleiding de overstap naar de eerste selectie van Ajax Cape Town, waar hij in het seizoen 2014/15 aanvoerder was.

## Carrière
Op 22 augustus 2012 maakte Graham zijn debuut voor Ajax Cape Town. In de competitiewedstrijd tegen Moroka Swallows speelde hij negentig minuten en kreeg hij zeven minuten voor tijd een gele kaart.
Zijn eerste competitiedoelpunt maakte hij bijna twee jaar later. Op 14 augustus 2014 zorgde hij in de wedstrijd tegen Mamelodi Sundowns voor de enige treffer.